# Bertrandov izrek
Bertrandov izrék [bertránov ~] v klasični mehaniki pravi, da le za dva tipa potencialov obstajajo stabilni sklenjeni tiri (orbite), za obratno kvadratno centralno silo, kot sta gravitacijski ali elektrostatski potencial:
{\displaystyle V({\vec {\mathbf {r} }})={\frac {-k}{r}}\!\,,}
in za preprost potencial radialnega harmoničnega oscilatorja:
{\displaystyle V({\vec {\mathbf {r} }})={\frac {kr^{2}}{2}}\!\,.}
Izrek se imenuje po Josephu Louisu Françoisu Bertrandu, ki ga je leta 1873 objavil.

## Splošna priprava
Vse privlačne centralne sile lahko povzročajo krožne tire, ki so seveda sklenjene. Edina zahteva je, da je centralna sila točno enaka centripetalni sili, ki določa ustrezno kotno hitrost za dani krožni polmer. Necentralne sile – tiste, ki so odvisne od kotnih spremenljivk, in tudi od polmera – se tukaj ne upoštevajo, ker v splošnem ne povzročajo krožnih tirov.
Enačba gibanja na polmeru {\displaystyle r\!\,} za delec z maso {\displaystyle m\!\,}, ki se giblje v centralnem potencialu {\displaystyle V(r)\!\,}, je dana z Euler-Lagrangeevimi enačbami: 
{\displaystyle m{\frac {\mathrm {d} ^{2}r}{\mathrm {d} t^{2}}}-mr\omega ^{2}=m{\frac {\mathrm {d} ^{2}r}{\mathrm {d} t^{2}}}-{\frac {\Gamma ^{2}}{mr^{3}}}=-{\frac {\mathrm {d} V}{\mathrm {d} r}}\!\,.}
Pri tem se {\displaystyle \omega \equiv \mathrm {d} \theta /\mathrm {d} t\!\,} in vrtilna količina {\displaystyle \Gamma =mr^{2}\omega \!\,} ohranjata. Prvi člen na levi strani je za krožne tire enak 0, sila {\displaystyle \mathrm {d} V/\mathrm {d} r\!\,}, ki deluje navzven, je enaka centripetalni sili {\displaystyle mr\omega ^{2}\!\,}, kot se pričakuje.
Definicija vrtilne količine omogoča spremembo odvisne spremenljivke iz {\displaystyle t\!\,} v {\displaystyle \theta \!\,}:
{\displaystyle {\frac {\mathrm {d} }{\mathrm {d} t}}={\frac {\Gamma }{mr^{2}}}{\frac {\mathrm {d} }{\mathrm {d} \theta }}\!\,}
kar da novo gibalno enačbo neodvisno od časa:
{\displaystyle {\frac {\Gamma }{r^{2}}}{\frac {\mathrm {d} }{\mathrm {d} \theta }}\left({\frac {L}{mr^{2}}}{\frac {\mathrm {d} r}{\mathrm {d} \theta }}\right)-{\frac {\Gamma ^{2}}{mr^{3}}}=-{\frac {\mathrm {d} V}{\mathrm {d} r}}\!\,.}
Ta enačba postane kvazilinearna pri zamenjavi spremenljivk {\displaystyle u\equiv 1/r\!\,} in množenju obeh strani z {\displaystyle mr^{2}/\Gamma ^{2}\!\,} (glej tudi Binetova enačba):
{\displaystyle {\frac {\mathrm {d} ^{2}u}{\mathrm {d} \theta ^{2}}}+u=-{\frac {m}{\Gamma ^{2}}}{\frac {\mathrm {d} }{\mathrm {d} u}}V\left({\frac {1}{u}}\right)\!\,.}

## Bertrandov izrek
Kot je omenjeno zgoraj, lahko centralne sile za dano začetno hitrost povzročajo krožne tire. Vendar pri določeni radialni hitrosti ti tiri niso nujno stabilni ali sklenjeni. Stabilne in strogo sklenjene tire lahko povzročajo le obratne kvadratne sile in potencial radialnega harmoničnega oscilatorja (pokazana sta potreben in zadosten pogoj).
V enačbo za {\displaystyle u\!\,} se zaradi zgoščenega zapisa uvede funkcijo {\displaystyle J(u)\!\,}:
{\displaystyle {\frac {\mathrm {d} ^{2}u}{\mathrm {d} \theta ^{2}}}+u=J(u)\equiv -{\frac {m}{\Gamma ^{2}}}{\frac {\mathrm {d} }{\mathrm {d} u}}V(1/u)=-{\frac {m}{\Gamma ^{2}u^{2}}}f(1/u)\!\,,}
kjer {\displaystyle f\!\,} predstavlja radialno silo. Po kriteriju za popolno krožno gibanje pri polmeru {\displaystyle r_{0}\!\,} mora biti prvi člen na levi strani enak 0:
{\displaystyle u_{0}=J(u_{0})=-{\frac {m}{\Gamma ^{2}u_{0}^{2}}}f(1/u_{0})\!\,,}
kjer je {\displaystyle u_{0}\equiv 1/r_{0}}.
V naslednjem koraku se obravnava enačbo za {\displaystyle u\!\,} pri majhnih motnjah {\displaystyle \eta \equiv u-u_{0}} iz popolnoma krožnih tirov. Na desni strani se lahko funkcijo {\displaystyle J\!\,} razvije v standardno Taylorjevo vrsto:
{\displaystyle J(u)\approx u_{0}+\eta J^{\prime }(u_{0})+{\frac {1}{2}}\eta ^{2}J^{\prime \prime }(u_{0})+{\frac {1}{6}}\eta ^{3}J^{\prime \prime \prime }(u_{0})+\ldots \!\,.}
Če se vstavi ta razvoj v enačbo za {\displaystyle u\!\,} in odšteje konstantne člene, se dobi:
{\displaystyle {\frac {\mathrm {d} ^{2}\eta }{\mathrm {d} \theta ^{2}}}+\eta =\eta J^{\prime }(u_{0})+{\frac {1}{2}}\eta ^{2}J^{\prime \prime }(u_{0})+{\frac {1}{6}}\eta ^{3}J^{\prime \prime \prime }(u_{0})\ldots \!\,,}
kar se lahko zapiše kot:
{\displaystyle {\frac {\mathrm {d} ^{2}\eta }{\mathrm {d} \theta ^{2}}}+\beta ^{2}\eta ={\frac {1}{2}}\eta ^{2}J^{\prime \prime }(u_{0})+{\frac {1}{6}}\eta ^{3}J^{\prime \prime \prime }(u_{0})\ldots \!\,,}
kjer je {\displaystyle \beta ^{2}\equiv 1-J^{\prime }(u_{0})} konstanta. {\displaystyle \beta ^{2}} mora biti nenegativna, drugače se bo polmer tira spreminjal eksponentno od vrednosti začetnega polmera. (Rešitev {\displaystyle \beta =0} odgovarja popolnoma krožnemu tiru.) Če se lahko zanemari desno stran (npr. pri zelo malih motnjah), so rešitve:
{\displaystyle \eta (\theta )=h_{1}\cos \beta \theta \!\,,}
kjer je {\displaystyle h_{1}\!\,} integracijska konstanta. Da so tiri sklenjeni, mora biti {\displaystyle \beta \!\,} racionalno število. Mora biti tudi enako racionalno število za vse polmere, saj se {\displaystyle \beta \!\,} ne more vseskozi spreminjati; racionalna števila so med seboj popolnoma nepovezana. Ker morajo enačbe iz definicije:
{\displaystyle J^{\prime }(u_{0})\equiv -2+{\frac {u_{0}}{f(1/u_{0})}}{\frac {\mathrm {d} f}{\mathrm {d} u}}=1-\beta ^{2}\!\,}
veljati za poljubno vrednost {\displaystyle u_{0}\!\,}, se lahko zapiše:
{\displaystyle {\frac {\mathrm {d} f}{\mathrm {d} r}}=\left(\beta ^{2}-3\right){\frac {f}{r}}\!\,,}
od koder sledi, da mora za silo veljati potenčni zakon:
{\displaystyle f(r)=-{\frac {k}{r^{3-\beta ^{2}}}}\!\,.}
Zaradi tega mora {\displaystyle J\!\,} imeti splošno obliko:
{\displaystyle J(u)={\frac {mk}{\Gamma ^{2}}}u^{1-\beta ^{2}}\!\,.}
Za bolj splošne razlike od krožnosti, (če se npr. v razvoju {\displaystyle J\!\,} v Taylorjevo vrsto ne da zanemariti člene višjih redov), se lahko {\displaystyle \eta } razvije v Fourierovo vrsto, na primer:
{\displaystyle \eta (\theta )=h_{0}+h_{1}\cos \beta \theta +h_{2}\cos 2\beta \theta +h_{3}\cos 3\beta \theta +\ldots \!\,.}
Če se to rešitev vstavi v obe strani enačbe za {\displaystyle \eta \!\,} in izenači koeficiente, ki pripadajo isti frekvenci, se dobi sistem enačb:
{\displaystyle h_{0}=h_{1}^{2}{\frac {J^{\prime \prime }(u_{0})}{4\beta ^{2}}}\!\,,}
{\displaystyle h_{2}=-h_{1}^{2}{\frac {J^{\prime \prime }(u_{0})}{12\beta ^{2}}}\!\,,}
{\displaystyle h_{3}=-{\frac {1}{8\beta ^{3}}}\left[h_{1}h_{2}{\frac {J^{\prime \prime }(u_{0})}{2}}+h_{1}^{3}{\frac {J^{\prime \prime \prime }(u_{0})}{24}}\right]\!\,,}
in, kar je najpomembnejše: 
{\displaystyle \left(2h_{1}h_{0}+h_{1}h_{2}\right){\frac {J^{\prime \prime }(u_{0})}{2}}+h_{1}^{3}{\frac {J^{\prime \prime \prime }(u_{0})}{8}}=0\!\,.}
Zadnja enačba skupaj z enačbo za {\displaystyle J\!\,}, izražena z {\displaystyle \beta \!\,}, vodi do glavnega rezultata Bertrandovega izreka:
{\displaystyle \beta ^{2}\left(1-\beta ^{2}\right)\left(4-\beta ^{2}\right)=0\!\,.}
Tako so edini potenciali, ki lahko povzročajo stabilne, sklenjene, nekrožne tire, obratni kvadratni zakon sile ({\displaystyle \beta =1\,}) in potencial radialnega harmoničnega oscilatorja ({\displaystyle \beta =2\!\,}). Rešitev {\displaystyle \beta =0\!\,} odgovarja popolnoma krožnim tirom, kar je omenjeno zgoraj; negativni rešitvi {\displaystyle \beta =\{-1,-2\}\!\,} pa nimata fizikalnega pomena.

## Obratna kvadratna sila (Keplerjev problem)
Za obratni kvadratni zakon sile, kot sta gravitacijski ali elekstrostatični potencial, se lahko zapiše potencial kot:
{\displaystyle V({\vec {\mathbf {r} }})={\frac {-k}{r}}=-ku\!\,.}
Tir {\displaystyle u(\theta )\!\,} se lahko izpelje iz splošne enačbe:
{\displaystyle {\frac {\mathrm {d} ^{2}u}{\mathrm {d} \theta ^{2}}}+u=-{\frac {m}{L^{2}}}{\frac {\mathrm {d} }{\mathrm {d} u}}V(1/u)={\frac {km}{L^{2}}}\!\,,}
katere rešitev je konstanta {\displaystyle {\frac {km}{L^{2}}}\!\,} s preprosto sinusoido:
{\displaystyle u\equiv {\frac {1}{r}}={\frac {km}{L^{2}}}\left[1+e\cos \left(\theta -\theta _{0}\right)\right]\!\,.}
Tu sta {\displaystyle e\!\,} (izsrednost) in {\displaystyle \theta _{0}\!\,} (fazni premik) integracijski konstanti.
To je splošna enačba za stožnico z goriščem v izhodišču; {\displaystyle e=0\!\,} odgovarja krožnici, {\displaystyle e<1\!\,} elipsi, {\displaystyle e=1\!\,} paraboli,  {\displaystyle e>\!1\,} pa hiperboli. Izsrednost {\displaystyle e\!\,} je povezana s skupno energijo {\displaystyle E\!\,} (glej na primer Laplace-Runge-Lenzov vektor):
{\displaystyle e={\sqrt {1+{\frac {2EL^{2}}{k^{2}m}}}}\!\,.}
Primerjava teh enačb kaže, da {\displaystyle E<0\!\,} odgovarja elipsi, {\displaystyle E=0\!\,} paraboli, {\displaystyle E>0\!\,} pa hiperboli. Posebni primer, ko je:
{\displaystyle E=-{\frac {k^{2}m}{2L^{2}}}\!\,,}
odgovarja popolnoma krožnim tirom.

## Radialni harmonični oscilator
Računanje tira v potencialu radialnega harmoničnega oscilatorja je lažje z vektorskimi komponentami {\displaystyle {\vec {\mathbf {r} }}=(x,y,z)}. Potencialno energijo se lahko zapiše kot:
{\displaystyle V({\vec {\mathbf {r} }})={\frac {1}{2}}kr^{2}={\frac {1}{2}}k\left(x^{2}+y^{2}+z^{2}\right)\!\,.}
Enačba gibanja za telo z maso {\displaystyle m\!\,} je dana s tremi neodvisnimi Euler-Lagrangeevimi enačbami: 
{\displaystyle {\frac {\mathrm {d} ^{2}x}{\mathrm {d} t^{2}}}+\omega _{0}^{2}x=0\!\,,}
{\displaystyle {\frac {\mathrm {d} ^{2}y}{\mathrm {d} t^{2}}}+\omega _{0}^{2}y=0\!\,,}
{\displaystyle {\frac {\mathrm {d} ^{2}z}{\mathrm {d} t^{2}}}+\omega _{0}^{2}z=0\!\,,}
kjer mora biti konstanta {\displaystyle \omega _{0}^{2}\equiv {\frac {k}{m}}} pozitivna, oziroma {\displaystyle k>0\!\,}, da so tiri omejeni in sklenjeni. Drugače bi telo odneslo v neskončnost. Rešitve tega preprostega harmoničnega oscilatorja so si podobne:
{\displaystyle x=A_{x}\cos \left(\omega _{0}t+\phi _{x}\right)\!\,,}
{\displaystyle y=A_{y}\cos \left(\omega _{0}t+\phi _{y}\right)\!\,,}
{\displaystyle z=A_{z}\cos \left(\omega _{0}t+\phi _{z}\right)\!\,.}
Tu pozitivne konstante {\displaystyle A_{x}\!\,}, {\displaystyle A_{y}\!\,} in {\displaystyle A_{z}\!\,} predstavljajo amplitude nihanj, koti {\displaystyle \phi _{x}\!\,}, {\displaystyle \phi _{y}\!\,} in {\displaystyle \phi _{z}\!\,} pa njihove faze. Tir {\displaystyle \mathbf {r} (t)=\left[x(t),y(y),z(t)\right]\!\,} je sklenjen, ker se ponovi ravno po periodi:
{\displaystyle T\equiv {\frac {2\pi }{\omega _{0}}}\!\,.}
Sistem je tudi stabilen, ker majhna odstopanja amplitud in faz povzročajo odgovarjajoče majhne spremembe na celotnem tiru.